# Kaple svatého Antonína Paduánského (Olešnice)
Kaple svatého Antonína Paduánského je římskokatolická filiální kaple v Olešnici. Patří do farnosti Červený Kostelec.

## Bohoslužby
Pouť se koná 13.6. (nebo v neděli po tomto datu), posvícení druhou neděli v říjnu a v pondělí po druhé říjnové neděli se slaví ve farním kostele.